# Nkisi

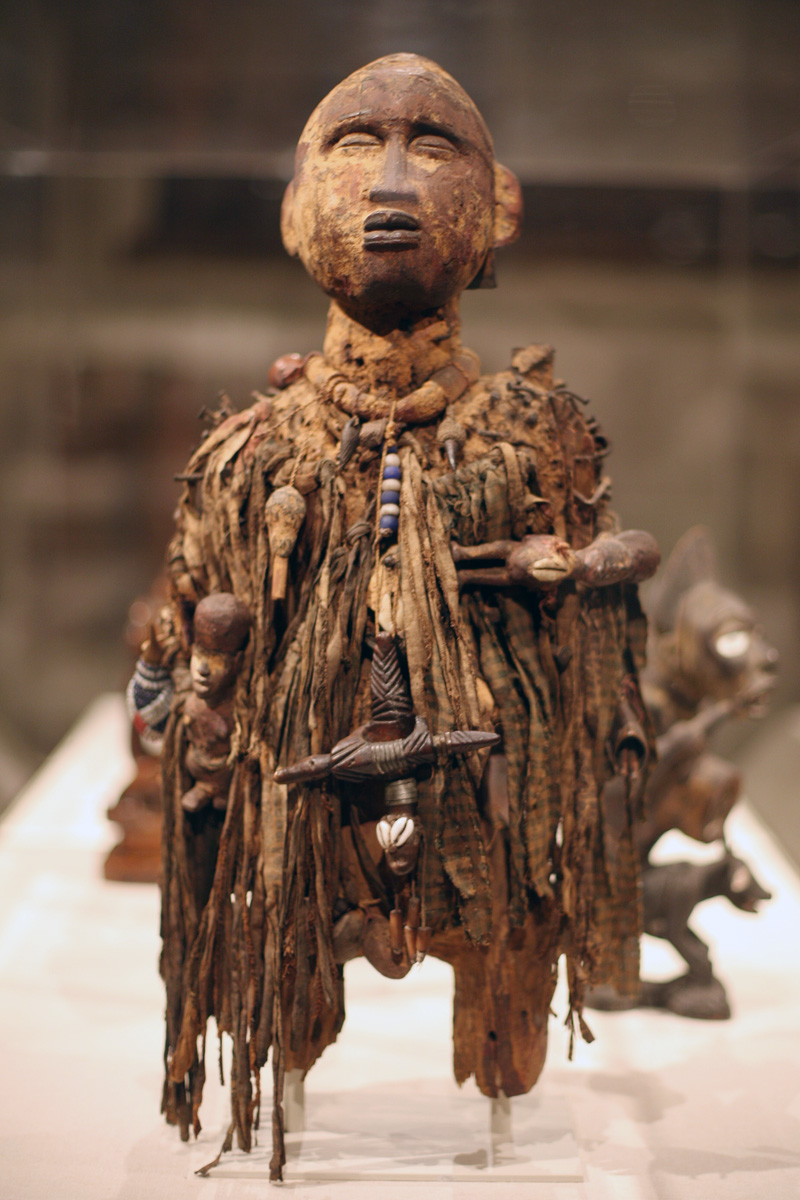
Figura de poder masculina (Nkisi). Creada alrededor de 1800-1950, República Democrática del Congo, Museo Metropolitano de Arte, Nueva York, Colección conmemorativa de Michael C. Rockefeller, Legado de Nelson A. Rockefeller, 1979

Nkisi o Nkishi (el plural varía: minkisi, mikisi, zinkisi, o nkisi) son espíritus u objetos habitados por un espíritu. Se aplica con frecuencia a una variedad de objetos utilizados en la cuenca del Congo en África Central, especialmente en el territorio de Cabinda, que se cree que contienen poderes o espíritus espirituales. El término y su concepto pasaron con el comercio atlántico de esclavos a América. 

## Significado
El significado actual del término deriva de la raíz *-kitį, refiriéndose a una entidad espiritual u objetos materiales en los que se manifiesta o habita en Proto-Njila, una antigua subdivisión de la familia de las lenguas bantúes. 
En sus primeros testimonios en dialectos kikongo a principios del siglo XVII, se transliteró como mokissie en neerlandés, ya que el prefijo mu- en esta clase de sustantivos todavía se pronunciaba. Los visitantes holandeses del reino de Loango, el actual territorio de Cabinda, informaron en el libro Descripción de África de 1668 que se refería tanto a un elemento material como a la entidad espiritual que lo habita.  En el siglo XVI, cuando el Reino del Congo se convirtió al cristianismo, ukisi (una sustancia que tiene características de nkisi) se utilizó para traducir santo en el catecismo kikongo de 1624. 

## Uso
La comunicación estrecha con los antepasados y la creencia en la eficacia de sus poderes están estrechamente asociadas con el minkisi en la tradición Kongo. Entre los pueblos de la cuenca del Congo, especialmente los kongo y los songye de Kasai, con frecuencia se cree que poderes humanos excepcionales resultan de algún tipo de comunicación con los muertos. Las personas conocidas como banganga  (singular: nganga) actúan como curanderos, adivinos y mediadores que defienden a los vivos contra la magia negra (brujería) y les proporcionan remedios contra enfermedades resultantes ya sea de la brujería o de las exigencias de los bakisi (espíritus), emisarios de la tierra de los muertos.
Banganga aprovecha los poderes del bakisi y de los muertos haciendo minkisi. Los minkisi son principalmente recipientes: vasijas de cerámica, calabazas, cuernos de animales, conchas, fardos o cualquier otro objeto que pueda contener sustancias cargadas espiritualmente. Incluso las tumbas mismas, como hogar de los muertos y, por tanto, hogar de bakisi, pueden considerarse minkisi. De hecho, los minkisi incluso han sido descritos como tumbas portátiles, y muchos incluyen tierra o reliquias de la tumba de un individuo poderoso como ingrediente principal. Los poderes de los muertos infunden así el objeto y permiten que la nganga lo controle. Los objetos metálicos comúnmente martilleados en la superficie de las figuras de poder representan los roles activos de los minkisis durante los rituales o ceremonias. Cada clavo o pieza de metal representa un voto, un tratado firmado y un esfuerzo por abolir el mal. En última instancia, estas cifras suelen representar reflexiones sobre comportamientos socialmente inaceptables y esfuerzos para corregirlos.
A menudo, la gente buscaba ayuda a través de nkisi. Para hacerlo, un individuo tendría que buscar la guía de nganga. La nganga procedería utilizando su capacidad para intervenir ante nkisi en nombre de la persona que busca ayuda. 
A las sustancias elegidas para su inclusión en minkisi frecuentemente se les llama bilongo o milongo (singular nlongo), una palabra que a menudo se traduce como "medicina". Sin embargo, su funcionamiento no es principalmente farmacéutico, ya que no son aplicadas ni ingeridas por quienes están enfermos, y quizás bilongo se traduzca más exactamente como "sustancias terapéuticas". Más bien se eligen frecuentemente por razones metafóricas, por ejemplo, garras de pájaro para atrapar a los malhechores o porque sus nombres se parecen a las características de los espíritus en cuestión.
Entre los muchos materiales comunes utilizados en el minkisi estaban las frutas (luyala en Kikongo), carbón vegetal ( kalazima), y setas (tondo).  Se recolectaban minerales de varios lugares asociados con los muertos, como tierra de tumbas y lechos de ríos. La arcilla blanca también fue muy importante en la composición del minkisi debido a la relación simbólica del color blanco y los aspectos físicos de la piel muerta, así como su rectitud moral y positividad espiritual. El blanco contrasta con el negro, el color de la negatividad. Algunos minkisi utilizaban ocre como colorante. El uso del rojo simboliza la mediación de los poderes de los muertos.
Minkisi sirve para muchos propósitos. Algunos se utilizan en prácticas de adivinación, rituales para erradicar el mal o castigar a los malhechores y ceremonias de entregas de protección. Muchos también se utilizan para curar, mientras que otros proporcionan éxito en la caza o el comercio, entre otras cosas. A los minkisi importantes a menudo se les atribuyen poderes en múltiples dominios. Lo más famoso es que los minkisi también pueden tomar la forma de tallas de madera antropomorfas o zoomorfas.

## Tipos

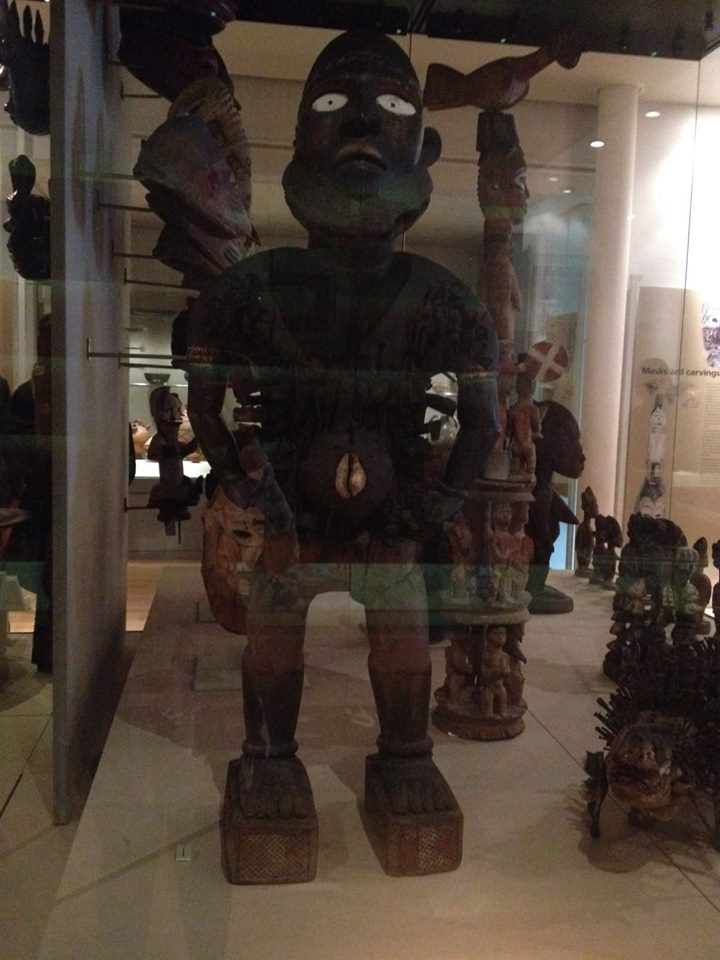
Figura de poder de Nkisi Mangaaka en el Museo de Mánchester

Minkisi y las aflicciones asociadas a ellos generalmente se clasifican en dos tipos: el "de arriba" y el "de abajo". Los minkisi de arriba estaban asociados con el cielo, la lluvia y las tormentas eléctricas. Los minkisi de abajo estaban asociados con la tierra y las aguas terrestres. Los minkisi de arriba se consideraban masculinos y estaban estrechamente vinculados a la violencia y las fuerzas violentas. Los minkisi de arriba se utilizaron en gran medida para mantener el orden, servir justicia y sellar tratados..
Las aves rapaces, los relámpagos, las armas y el fuego son temas comunes entre los minkisi de arriba. También afectarían la parte superior del cuerpo: Se decía que los dolores de cabeza, cuello y pecho eran causados por estas figuras nkisi. Algunas figuras tenían forma de animales y la mayoría de las veces eran perros (kozo), quienes están estrechamente vinculados al mundo espiritual en la mitología del Kongo. Viven en dos mundos separados; el pueblo de los vivos y el bosque de los muertos. Kozo A menudo se representaba a las figuras con dos cabezas, lo que simbolizaba su capacidad de ver ambos mundos.
Na monanga se asocia con una persona poderosa, con gran razonamiento, que trae felicidad y fortuna. A menudo fueron creados con cuidado, tienen una expresión tranquila y están cubiertos de decoraciones que consisten en diferentes sustancias. 
Las figuras de Npezo están diseñadas para parecer amenazadoras y se cree que sus poderes se debilitan con la risa. 
También hay una diferencia entre nkisi personal y comunitario. Las figuras personales de los nkisi eran mucho más anónimas. A menudo se los mantenía en un domicilio privado. Mientras que los mankishi comunitarios, por otro lado, eran mucho menos anónimos y más visibles para muchos en la aldea. Si bien estaban destinados a ser visibles, a menudo se mantenían dentro de su propio recinto personal durante el día. 

## Nkondi

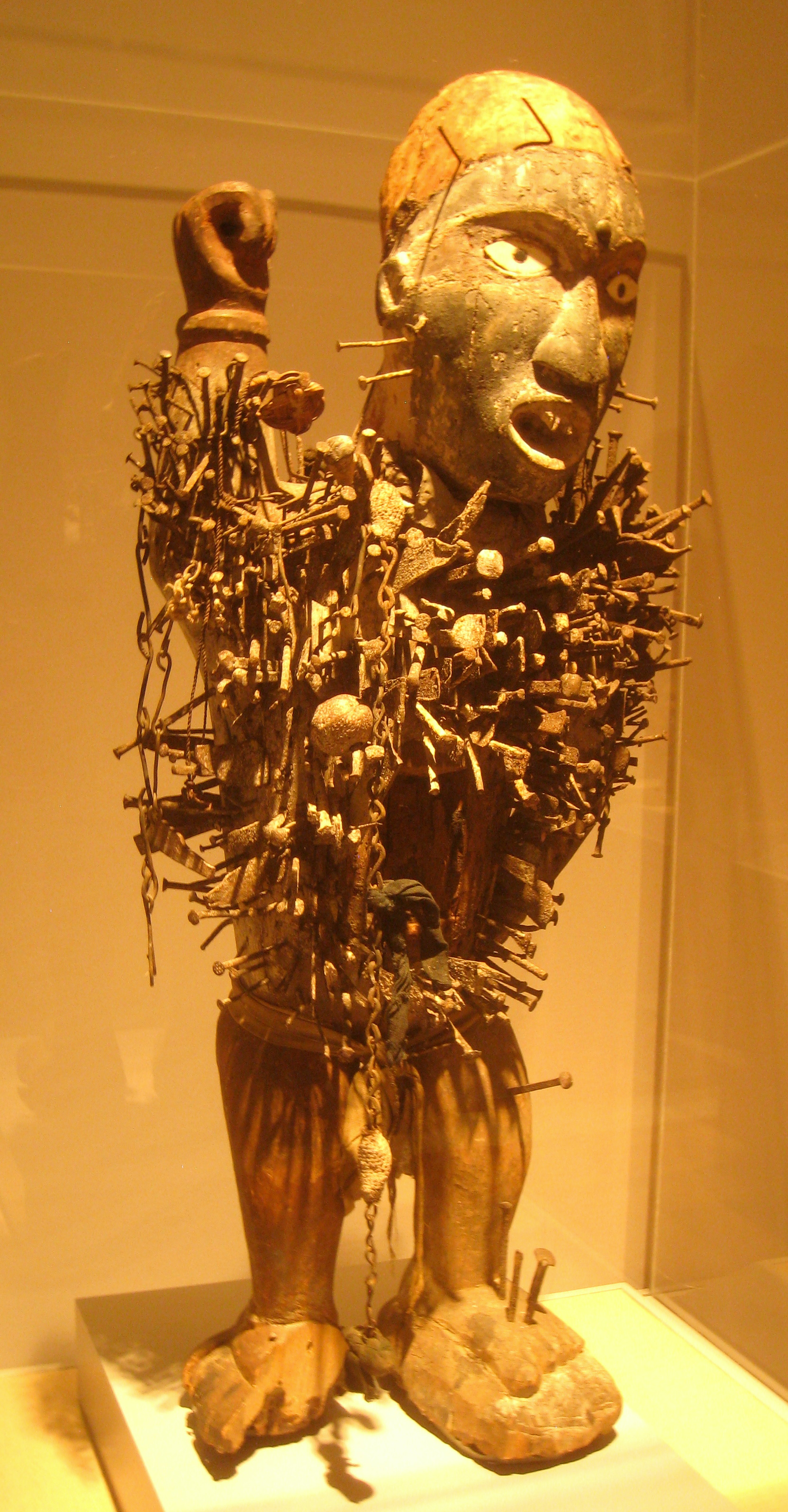
Nkisi Nkondi, Congo, c. 1880-1920.

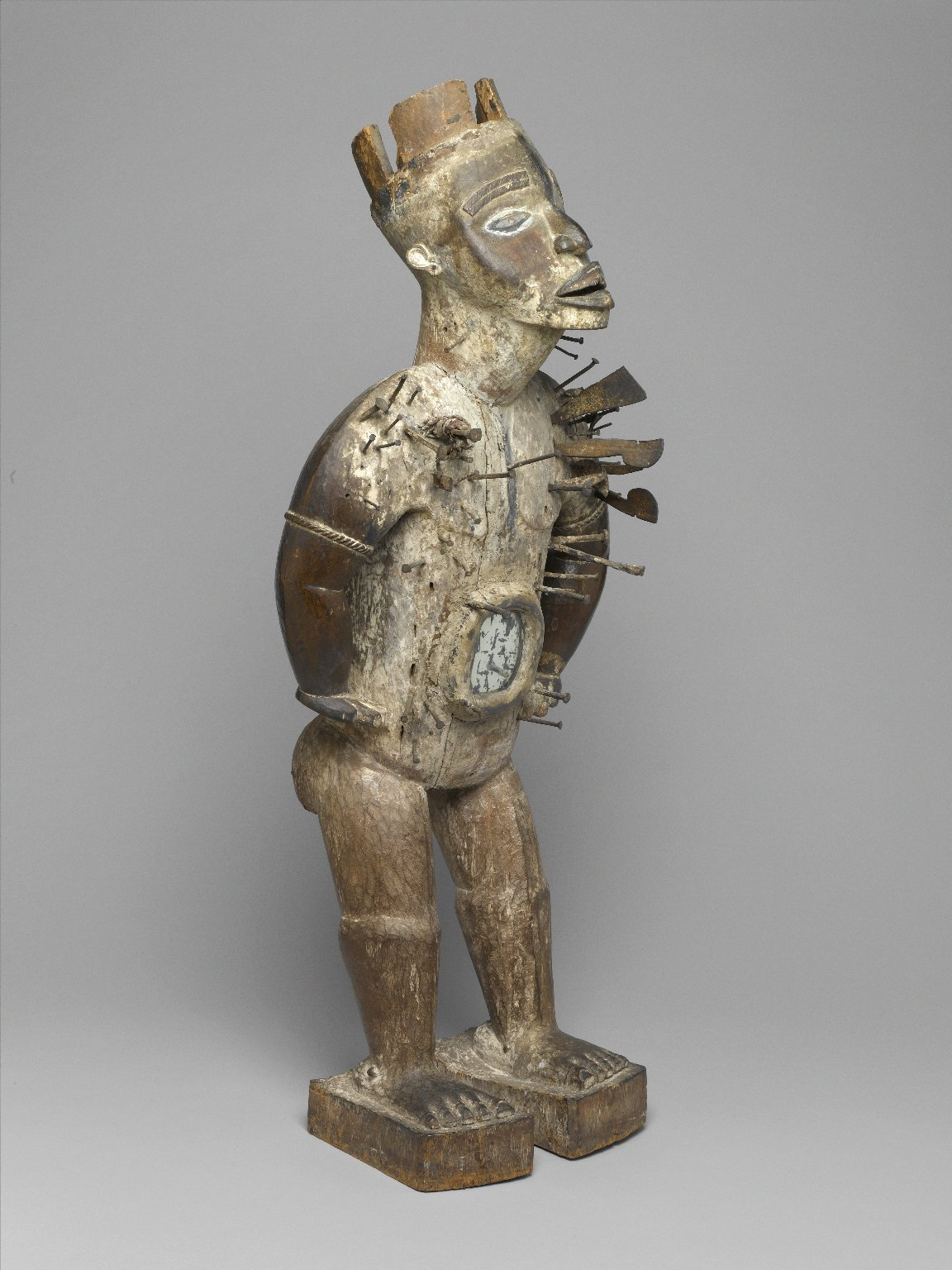
Nkisi Nkondi, Museo de Brooklyn

Nkondi (formas plurales minkondi , zinkondi) son una subclase de minkisi que se consideran agresivos. Debido a que son agresivos, muchos nkondi con figuras humanas están talladas con las manos levantadas, a veces portando armas. La representación más antigua de un nkisi en esta pose se puede ver en el escudo de armas del Reino del Congo, diseñado hacia 1512 e ilustrado entre 1528 y 1541, donde se muestra un "ídolo" roto con este gesto en la base del escudo.
Algunos estudiosos creen que los misioneros portugueses trajeron imágenes de Cristo clavado en la cruz y del mártir San Sebastián a los pueblos de África Central, y estos expertos creen que esta iconografía tal vez haya influido en la tradición nkisi.   El antropólogo MacGaffey, por su parte, argumenta en contra de esta interpretación, sosteniendo que el concepto de clavar está ligado a demasiados otros conceptos como para ser un simple malentendido de la enseñanza misional. 
Los nkondi con clavos se hicieron al menos ya en 1864, cuando el comodoro británico A. P. Eardley Wilmont adquirió uno mientras reprimía la piratería de Soyo (en la desembocadura del río Congo, una pieza que fue objeto de una pintura contemporánea y que actualmente se encuentra en el Real Instituto Geográfico de Londres.  Otra descripción e ilustración temprana de un nkondi con clavos (llamado Mabiala mu ndemba, y descrito como un "buscador de ladrones") se encuentra en las notas de la expedición alemana a Loango de 1873-76, por lo que en ese momento la práctica específica de clavar estaba bien establecida. 
Ya que muchos de los nkondi recolectados en el siglo XIX se activaban al clavarles clavos, a menudo se los llamaba "fetiches de las uñas" en los escritos de viajes, catálogos de museos y literatura de historia del arte. También presentan superficies reflectantes, como espejos, en la zona del estómago o en los ojos, que se consideran los medios de visión en el mundo de los espíritus. A menudo están decorados con tubos de diversas sustancias, la más común de ellas es la pólvora. La idea detrás de esto es que se use para matar a ndoki, quien está asociado con los poderes de ellos.  Aunque se pueden hacer de muchas formas, las que presentan una estatua humana con clavos son las mejor descritas en la literatura antropológica y académica.
Se invoca a los nkondi para descubrir malas acciones, hacer cumplir juramentos y causar o curar enfermedades. Quizás el uso más común fuera localizar y castigar a los criminales, persiguiendo a los malhechores y vengando sus crímenes. Quien presta juramento puede declararse vulnerable a la enfermedad causada por un nkondi si viola lo acordado. Las personas que padecen enfermedades que se sabe están asociadas con un nkondi en particular pueden necesitar consultar al nganga responsable de mediar con ese espíritu para determinar cómo curarse.
Aunque los nkisi nkondi probablemente fueron realizados al menos desde el siglo XVI, las figuras que tienen clavos han sido objeto de colección en los museos occidentales probablemente se hicieron principalmente en la parte norte de la zona cultural del Congo en el siglo XIX y principios del XX.

## Impacto moderno
Las figuras nkisi  robadas por los europeos en el siglo XIX despertaron un gran interés al estimular las tendencias emergentes en el arte moderno, y los temas bantúes que antes se consideraban primitivos o espantosos ahora se consideraban estéticamente interesantes. Las piezas se volvieron influyentes en los círculos artísticos y muchas fueron adquiridas por museos de arte. Las intenciones del banganga que creaba minkisi eran prácticas, es decir, sus características estaban dictadas por la necesidad de que el objeto realizara el trabajo que debía hacer. De ahí que los clavos que causaron sensación nunca fueran vistos como elementos decorativos sino como un requisito para despertar el espíritu o los gestos que formaban parte de una metáfora sustancial que se encontraba en la cultura Kongo. 
Los coleccionistas de arte europeos se interesaron por los nkondi, especialmente aquellos con clavos, cuando aparecieron en las publicaciones de la expedición alemana Loango, que llevó un buen número de ellos a Europa. Robert Visser, comerciante y diplomático alemán, también coleccionó numerosos ejemplares para los museos alemanes, especialmente en Berlín y Stuttgart. Muchos fueron comprados, otras confiscados o retirados por las autoridades coloniales y, a menudo, acabaron en museos, pero muchos también siguen en manos privadas.
Diversos artistas han trabajado con el concepto y las imágenes visuales de nkondi para producir nuevas obras inspiradas en nkondi. "Fetish no. 2" de la artista afroamericana Renee Stout, exhibido por primera vez en 1988, es quizás el más famoso de ellos, una estatua de tamaño natural fundida a partir del propio cuerpo de Stout con rasgos de ojos de cristal y algunas uñas que recuerdan a nkondi. El trabajo de Stout fue objeto de una importante exposición en el Museo de Arte Africano del Instituto Smithsonian, presentando sus diversas piezas nkisi con comentarios del antropólogo Wyatt MacGaffey. 
En su composición de técnica mixta "Intertexuality Vol. 1", la artista afroamericana Stephanie Dinkins se deshizo de la figura humana del nkondi pero incluyó los clavos y reemplazó el espejo con una pantalla de video que muestra una presentación de 3 minutos, en una exposición titulada " Show Vudú: Kongo Criollo” en 1997. 
En su performance Destierro (presentada por primera vez en Cuba y Estados Unidos, 1998-99), la artista cubana Tania Bruguera se vistió con un traje especial hecho para parecerse a un nkondi clavado y luego, después de permanecer quieta durante algunas horas, dio vueltas. buscando a aquellos que habían incumplido sus promesas. También interpretó esta pieza en la exposición "Transfigured Worlds" (28 de enero-11 de abril de 2010) en el Neuberger Museum of Art (Nueva York). 
La artista afroamericana Kara Walker presentó dos figuras nkondi en su pieza de silueta "Endless Conundrum, an African Anonymous Adventure" en 2001, y las volvió a exhibir con frecuencia.  En su exposición autocomisariada en el Museo Metropolitano de Arte en 2006, Walker también utilizó un nkisi, probablemente nkondi, como motivo central de la exposición "Kara Walker at the Met: After the Diluvio". 
El artista afroamericano Dread Scott (Scott Tyler) exhibió un muñeco de juguete africano en forma de nkondi, con balas como clavos, en Aljira, un Centro de Arte Contemporáneo (Newark, Nueva Jersey) en 2006-2007 en la exposición para tres personas "But Yo era genial ". 
En las esculturas multimedia de la artista afroamericana Karen Seneferu, "Techno-Kisi I" y "Techno-Kisi II", ambas basadas en un nkondi con uñas redondeadas, pero ella incluyó elementos de la tecnología de comunicación moderna, como presentaciones de diapositivas o iPods para reemplazar los ojos y el vientre tradicionalmente reflejados. Su trabajo fue originalmente encargado por el Museo Afroamericano de California y exhibido también en el Centro Cultural Skirball en 2010. 
El artista sudafricano Michael MacGarry exhibió "esculturas de marfil que hacen referencia a las esculturas de Nkondi, así como a las catastróficas secuelas de la guerra", en la exposición "Contested Terrain" en la Tate Gallery de Londres, en agosto de 2011. 
El artista estadounidense Justin Par adaptó la estética y la filosofía de Nkisi Nkondi en tres esculturas tituladas 'Nkondi A', 'Nkondi B' y 'Nkondi C', utilizando clavos recuperados de postes de servicios públicos, para crear paisajes arquitectónicos en miniatura, en una exposición individual titulada "Reliquum", en el Centro de Artes Visuales, en Greensboro, Carolina del Norte, 2012.
En su exposición individual de 2014, 'AniMystikAktivist', en la Goodman Gallery de Ciudad del Cabo (13 de diciembre de 2014 - 17 de enero de 2015), el artista sudafricano Andrew Lamprecht presentó una figura nkondi en forma moderna y llamó la atención sobre los posibles orígenes cristianos en el Reino. del Kongo de la forma. 
En una exposición de 2017, "La biblioteca del profeta", el artista afroamericano Wesley Clark mostró "Doing for Self", una interpretación nkondi de la bandera estadounidense. Para Clark, esta pieza promueve la reconciliación entre la espiritualidad y la tradición a la deriva de la diáspora africana y la injusticia experimentada en la historia afroamericana. 
El artista de la República del Congo, Trigo Piula, pintó varios elementos de una serie de "Nuevos fetiches", debido al rechazo de la gente a los fetiches tradicionales. Dijo al respecto que "una forma de relacionarme con mi comunidad y una forma de denunciar cosas que creo que nos están impactando, como la televisión por ejemplo". 

## Galería
|                                                                               |
| Un nkisi masculino del Songye en la colección del Museo de Arte de Birmingham |

|                                                        |
| Figura de Nkisi, de la colección del Museo de Brooklyn |

|                                                                                    |
| Figura masculina de Nkisi con tiras de piel, de la colección del Museo de Brooklyn |

|                                                      |
| Mujer Nkisi Nkonde en el Museo de Arte de Birmingham |